# فهرست نمایندگان حوزه انتخابیه گلپایگان و خوانسار

## فهرست اسامی
اسامی نمایندگان ادوار گلپایگان و خوانسار در مجلس شورای اسلامی پس از انقلاب اسلامی :
| نام و نام خانوادگی       | سال تولد | شغل     | دوره    | کمیسیون                                                | زادگاه              | تعداد رای |
| ------------------------ | -------- | ------- | ------- | ------------------------------------------------------ | ------------------- | --------- |
| سید مسعود خاتمی          | ۱۳۳۲     | پزشک    | دوازدهم | کمیسیون بهداشت و درمان مجلس شورای اسلامی               | خوانسار / قودجان    | ۱۳٬۲۷۳    |
| سید مسعود خاتمی          | ۱۳۳۲     | پزشک    | یازدهم  | کمیسیون بهداشت و درمان مجلس شورای اسلامی               | خوانسار / قودجان    | ۲۱٬۷۴۱    |
| علی بختیار               | ۱۳۵۲     |         | دهم     | کمیسیون انرژی مجلس شورای اسلامی                        | گلپایگان / گلپایگان | ۱۴٬۳۷۱    |
| سید محمدحسین میرمحمدی    | ۱۳۴۱     | حقوقدان | نهم     | اقتصادی- کمیسیون اصل نود قانون اساسی مجلس شورای اسلامی | خوانسار / هرستانه   | ۱۴٬۳۶۵    |
| محمدابراهیم نکونام       | ۱۳۳۷     |         | هشتم    | کمیسیون اصل نود قانون اساسی مجلس شورای اسلامی          | گلپایگان / گلپایگان | ۱۹٬۷۰۴    |
| منصور یاوری              | ۱۳۳۰     |         | هفتم    | کمیسیون انرژی مجلس شورای اسلامی                        | گلپایگان / گلشهر    | ۲۹٬۵۱۷    |
| مرتضی شایسته             | ۱۳۲۱     |         | ششم     | کشاورزی                                                | گلپایگان / گوگد     | ۱۷٬۱۴۶    |
| سید مرتضی صالحی خوانساری | ۱۳۱۸     | خطیب    | پنجم    | شوراها و امور داخلی کشور                               | خوانسار / هرستانه   | ۳۰٬۰۰۴    |
| مرتضی شایسته             | ۱۳۲۱     |         | چهارم   | کمیسیون کشاورزی، آب و منابع طبیعی مجلس شورای اسلامی    | گلپایگان / گوگد     | ۳۰٬۱۸۵    |
| سید ابوطالب محمودی       | ۱۳۰۵     |         | سوم     | رسیدگی به سؤالات                                       | گلپایگان / گوگد     | ۲۳٬۴۷۴    |
| سید ابوطالب محمودی       | ۱۳۰۵     |         | دوم     | امور قضایی و حقوقی                                     | گلپایگان / گوگد     | ۲۷٬۱۲۵    |
| سید ابوطالب محمودی       | ۱۳۰۵     |         | اول     | کمیسیون امور اقتصادی و دارایی-کار                      | گلپایگان / گوگد     | ۱۴۱۲۵     |

1. ↑  «نمایندگان  دوره دوازدهم  سیدمسعود خاتمی». www.parliran.ir/.
2. ↑  «"مسعود خاتمی"». وبگاه مجلس شورای اسلامی. بایگانی‌شده از اصلی در ۲۵ ژانویه ۲۰۲۱. دریافت‌شده در ۲۰۲۱-۰۱-۰۳.
3. ↑  «علی بختیار». وبگاه مجلس شورای اسلامی. بایگانی‌شده از اصلی در ۲ دسامبر ۲۰۲۰. دریافت‌شده در ۳ ژانویه ۲۰۲۱.
4. ↑  «سید محمدحسین میرمحمدی». وبگاه مجلس شورای اسلامی. بایگانی‌شده از اصلی در ۲۸ اكتبر ۲۰۲۰. دریافت‌شده در 3 ژانویه 2021. تاریخ وارد شده در |archive-date= را بررسی کنید (کمک)
5. ↑  «محمدابراهیم نکونام». وبگاه مجلس شورای اسلامی. بایگانی‌شده از اصلی در ۱۵ ژانویه ۲۰۲۱. دریافت‌شده در ۳ ژانویه ۲۰۲۱.
6. ↑  «منصور یاوری». وبگاه مجلس شورای اسلامی. بایگانی‌شده از اصلی در ۱۴ ژانویه ۲۰۲۰. دریافت‌شده در ۳ ژانویه ۲۰۲۱.
7. ↑  «مرتضی شایسته». وبگاه مجلس شورای اسلامی. بایگانی‌شده از اصلی در ۸ مه ۲۰۲۱. دریافت‌شده در ۳ ژانویه ۲۰۲۱.
8. ↑  «سید مرتضی صالحی خوانساری». وبگاه مجلس شورای اسلامی. بایگانی‌شده از اصلی در ۱۴ ژانویه ۲۰۲۰. دریافت‌شده در ۳ ژانویه ۲۰۲۱.
9. ↑  «حجت‌الاسلام سید مرتضی صالحی خوانساری درگذشت». خبرگزاری تصویری ایران پرس. دریافت‌شده در ۳ ژانویه ۲۰۲۱.
10. ↑  «مرتضی شایسته». وبگاه مجلس شورای اسلامی. بایگانی‌شده از اصلی در ۳ دسامبر ۲۰۲۰. دریافت‌شده در ۳ ژانویه ۲۰۲۱.
11. ↑  «ابوطالب محمودی». وبگاه مجلس شورای اسلامی. بایگانی‌شده از اصلی در ۱۶ ژانویه ۲۰۲۰. دریافت‌شده در ۳ ژانویه ۲۰۲۱.
12. ↑  «ابوطالب محمودی». وبگاه مجلس شورای اسلامی. بایگانی‌شده از اصلی در ۲۷ نوامبر ۲۰۲۰. دریافت‌شده در ۳ ژانویه ۲۰۲۱.
13. ↑  «ابوطالب محمودی». وبگاه مجلس شورای اسلامی. بایگانی‌شده از اصلی در ۱۴ ژانویه ۲۰۲۰. دریافت‌شده در ۳ ژانویه ۲۰۲۱.